# 郭黑略
郭黑略（3世纪—4世纪），十六国时期后赵将领。
后赵开国君主石勒未发迹时，大约永兴二年（305年）王阳、夔安、支雄、冀保、吴豫、刘膺、桃豹、逯明八骑就追随他为群盗，又与后来加入的其他十人郭敖、刘徴、刘宝、张曀仆、呼延莫、郭黑略、张越、孔豚、赵鹿、支屈六合称十八骑。
嘉平元年（311年），石勒屯兵葛陂，杀了很多人，其中包括很多和尚。因为石勒大将军郭黑略信佛，高僧佛图澄就投靠他家。郭黑略拜他为师，受五戒。
嘉平二年（312年），石勒从葛陂回师河北，路过枋头，枋头人想趁夜袭营，佛图澄告诉郭黑略敌军很快就要来了。由于郭黑略有备，没有兵败。
郭黑略每次随石勒征伐，都能预先知道胜负，石勒生疑，问：“孤不觉得卿有出众的智谋，为什么每次都能知道行军的吉凶？”郭黑略答石勒天生神武得幽灵所助，有一和尚智术非常，说石勒当据有中原，而他自己应为国师，自己前后说的都是和尚的话。石勒因而召见佛图澄，并信任他。
后来石勒因生气迁怒佛图澄，想杀他，佛图澄秘密逃到郭黑略家，第二天早上知道石勒后悔了，才出来见石勒。
后来有一次郭黑略率兵征讨长安北山羌，中了埋伏被包围。当时佛图澄在堂上坐着，突然面色转惨：“郭公现在有厄运。”唱道：“众僧祝愿。”又亲自祝愿。一会儿后说：若从东南杀出就活，从其他方向就受困。又再祝愿。过了一会儿，说：脱身了。一个多月后，郭黑略回来了，自称中了埋伏，向东南逃跑，马累了，正遇到帐下人和他换马，因而得免。推算时间，正好是佛图澄祝愿的时候。
此后没有郭黑略的记载。